# Ҭ
Le Ҭ (ҭ en minuscule), appelé té cramponné, est une lettre utilisée dans la variante de l’alphabet cyrillique employée par la langue abkhaze (аҧсуа бызшәа), parlée dans le Caucase. Elle note la consonne occlusive alvéolaire sourde aspirée [tʰ].

## Représentations informatiques
Le té cramponné peut être représenté avec les caractères Unicode suivants :
| formes    | représentations | chaînes de caractères | points de code | descriptions                             |
| --------- | --------------- | --------------------- | -------------- | ---------------------------------------- |
| capitale  | Ҭ               | Ҭ                     | U+04AC         | lettre majuscule cyrillique té cramponné |
| minuscule | ҭ               | ҭ                     | U+04AD         | lettre minuscule cyrillique té cramponné |